# Пародия Мааса
Паро́дия Мааса (лат. Parodia maassii) — кактус из рода Пародия.

## Описание
Стебель шаровидный, с возрастом коротко-цилиндрический, до 15 см высотой, ярко-зелёный. Рёбер 13-21, они спирально закручены, бугорчатые. Ареолы имеют белое опушение.

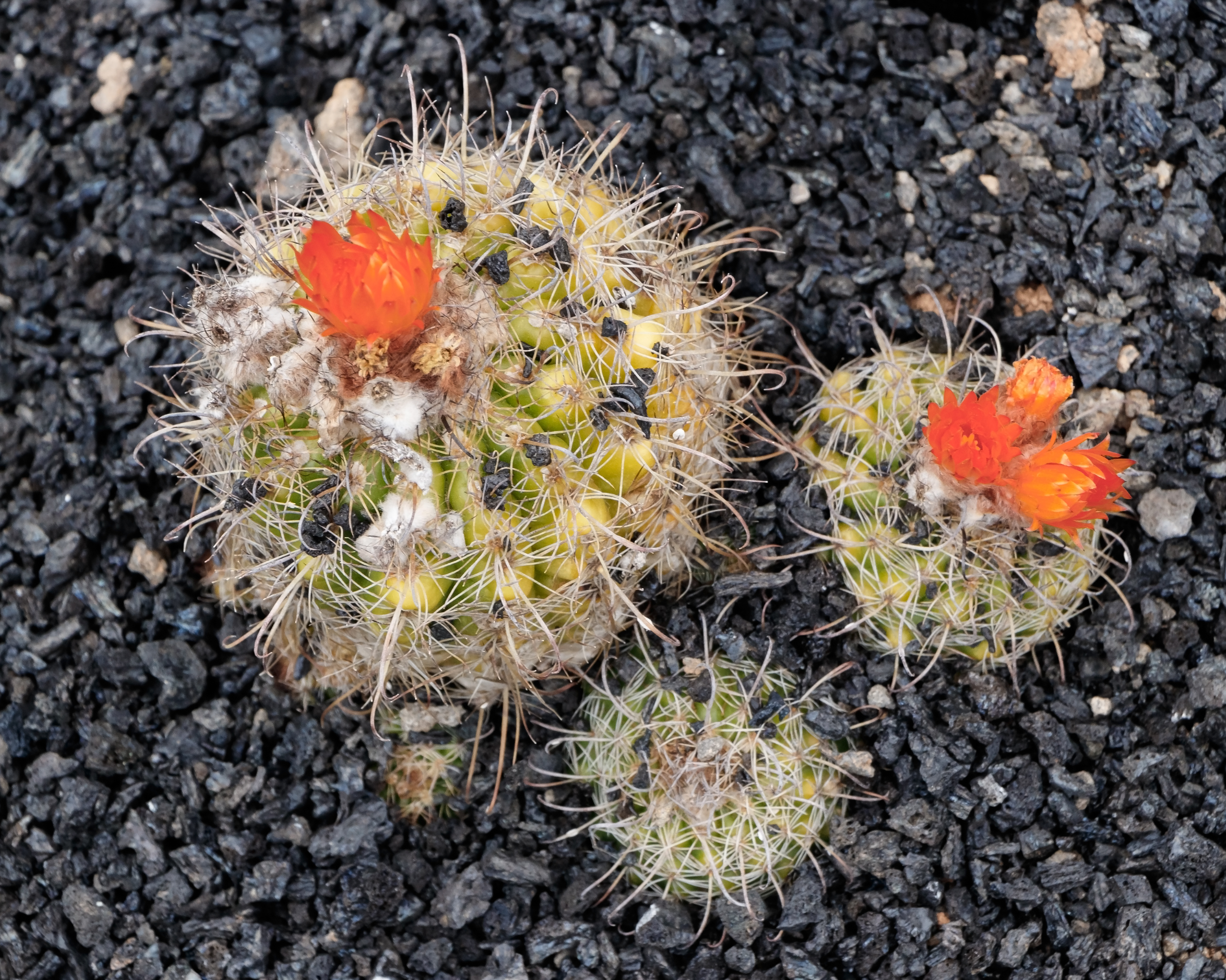

Радиальных колючек 10, они до 1 см длиной, коричневые, с возрастом белеющие; центральных колючек 4, они светло-коричневые, более мощные, направлены вниз, одна из них до 4 см длиной с крючком на конце.
Цветки до 2,5 см в диаметре, оранжевые или медно-красные.

## Распространение
Эндемик юга Боливии и севера Аргентины.

## Синонимы
- Echinocactus escayachensis
- Parodia suprema
- Parodia thieleana
- Parodia otaviana
- Parodia mendeziana
- Parodia lamprospina
- Parodia koehresiana
- Parodia knizei
- Parodia haageana
- Malacocarpus escayachensis
- Parodia castanea
- Parodia camargensis
- Parodia bermejoensis
- Parodia belliata
- Parodia obtusa var. atochana
- Parodia obtusa ssp. atochana
- Bolivicactus maassii
- Malacocarpus maassii
- Echinocactus maassii
- Parodia escayachensis

## Пародия на почтовых марках
В сентябре 1986 года почта Камбоджи выпустила серию из семи марок с изображением кактусов. На первой марке серии  (Sc #721) изображена Пародия Мааса.